# Valle de Puebla-Tlaxcala
El Valle de Puebla-Tlaxcala es un valle localizado en el Eje Neovolcánico. Se encuentra en los estados mexicanos de Puebla y Tlaxcala. Alberga gran parte de la Zona Metropolitana de Puebla-Tlaxcala, la cuarta aglomeración del país en términos poblacionales y económicos.
Limita al norte con el llamado Bloque de Tlaxcala y con el volcán La Malinche; al oeste, con los volcanes Popocatépetl e Iztaccíhuatl, así como con el malpaís de Nealtican; al suroeste, con el Valle de Atlixco y Matamoros; al sureste, con la Mixteca poblana; y al este, con el Valle de Serdán.
En el México prehispánico, la zona donde actualmente se ubica la ciudad de Puebla se llamaba Cuetlaxcoapan (del náhuatl: lugar donde las víboras mudan de piel). En las regionalizaciones actuales, se lo llama también "Valle de Tlaxcala-Puebla" (en Tlaxcala) y "Región Angelópolis" (en Puebla).
Las zonas del valle que no se encuentran urbanizadas se destinan principalmente al campo. Del bosque de pino-encino original no quedan más que algunos remanentes en cerros y cañadas; el resto fue sustituido por plantas de uso agrícola, principalmente la milpa; ornamentales como ficus, jacarandas o palmeras; y algunos árboles dispuestos a modo de cortinas rompeviento entre los campos de cultivo, sobre todo pirules, eucaliptos y sauces.

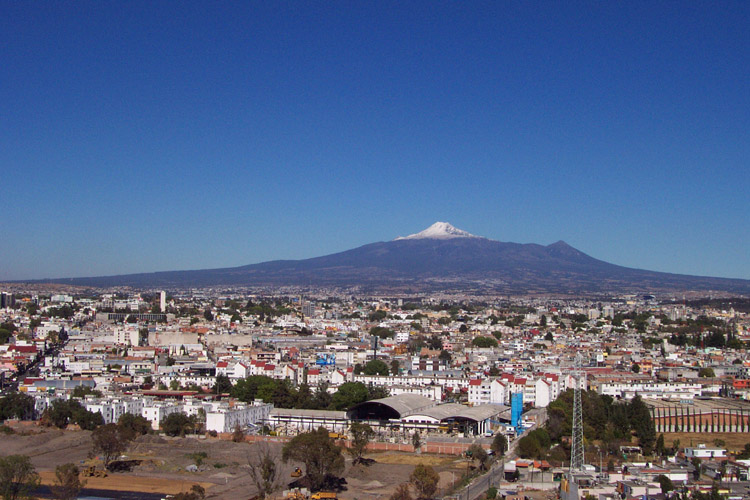
El volcán La Malinche o Matlalcueye es la prominencia geográfica más notoria del Valle de Puebla-Tlaxcala.